# Hôpital de Torrejón
L’hôpital de Torrejón (en espagnol : Hospital Universitario de Torrejón) est un hôpital public situé à Torrejón de Ardoz, dans la communauté de Madrid. Il dépend du Service madrilène de santé (SERMAS).
Inauguré le 21 septembre 2011, il fait partie d'un programme de trois hôpitaux lancés en 2008 et construits en partenariat public-privé, l'ensemble de la gestion — y compris médicale — étant confiée à l'entreprise délégataire.